# Бібліографія ранньомодерної історії України
|  | Службовий список статей, створений для координації робіт з розвитку теми. Це попередження не встановлюється на інформаційні списки і глосарії. |

Це вибіркова сучасна бібліографія україномовних книг (включно з перекладами) та журнальних статей про ранньомодерний період в історії українських земель (умовно від укладення Люблінської унії 1569 року до ліквідації автономії Гетьманщини та введення кріпацтва 1783 року). Додаткову бібліографію можна знайти в багатьох книгах, перелічених нижче.
Критерії включення
На наведені нижче роботи є посилання в примітках або бібліографії наукових вторинних джерел або журналів. Включені роботи мають бути:
- україномовними;
- опублікованими після проголошення незалежності України 1991 року в Україні або закордоном;
- основна тема праці має стосуватися ранньомодерного періоду в історії земель на території сучасної України (приблизно від середини XVI до кінця XVIII);
- включеними в електронний каталог Інституту історії України НАН України або:
  - опубліковані незалежним академічним чи відомим неурядовим видавництвом;
  - бути створеним незалежним і відомим експертом у відповідній темі;
  - мати значні рецензії в незалежних наукових журналах. Роботи, опубліковані неакадемічними державними організаціями, не включаються.

Ця бібліографія обмежується історією та не виключає такі елементи, як псевдоісторія (фальсифікація історії), фолк-історія, публіцистична, публіцистично-краєзнавча та художня література тощо.
Стиль бібліографії
У цій бібліографії використовуються шаблони Вікіпедії {{Книга}} та {{Стаття}}.

## Політична історія

### Українська козацька держава
- Горобець В. Зірки та терени козацької революції. Історія звитяг і поразок. — Х. : Клуб Сімейного Дозвілля, 2017. — 480 с. — ISBN 978-617-12-3916-6.[ІІУ 1]
- Горобець В. Конфлікт і влада в ранньомодерній Україні. Сотник новгород-сіверський проти гетьмана Війська Запорозького, 1715–1722 / Відп. ред. В. Смолій. — Х. : Інститут історії України НАН України, 2016. — 288 с. — ISBN 978-966-02-7834-9.[ІІУ 2]
- Горобець В. Князі і гетьмани усієї Русі. "Через шаблю маєм право". Злети і падіння козацької держави 1648-1783 років. — Х. : Клуб Сімейного Дозвілля, 2016. — 352 с. — (Історія без цензури) — ISBN 978-617-12-0872-8.[ІІУ 3]
- Горобець В. Світанок Української держави. Люди, соціум, влада, порядки, традиції. — Х. : Клуб Сімейного Дозвілля, 2017. — 448 с. — (LIKБЕЗ. Історичний фронт)[ІІУ 4]
- Горобець В. «Чорна рада» 1663 року. Передумови, результати, наслідки. — К. : Інститут історії України НАН України, 2013. — 200 с. — ISBN 978-966-02-6884-5.[ІІУ 5]
- Гуржій О. Право в Українській козацькій державі (друга половина XVII—XVIII ст.). — К. : Інститут історії України НАН України, 1994. — 50 с. — (Історичні зошити)[ІІУ 6]
- Гуржій О. Українська козацька держава в другій половині XVII ст.: територіальні межі та населення. — К. : Інститут історії України НАН України, 1995. — 60 с. — (Історичні зошити)[ІІУ 7]
- Гуржій О. І. Українська козацька держава в другій половині XVII – XVIII ст.: Кордони, населення, право / Ред. А. Романенко. — К. : Основи, 1996. — 224 с. — ISBN 966-500-040-3.[ІІУ 8]
- Панашенко В. В. Полкове управління в Україні (середина XVII – XVIII ст.). — К. : Інститут історії України НАН України, 1997. — 74 с. — (Історичні зошити) — ISBN S-7702-1083-4.[ІІУ 9]
- Таїрова-Яковлева Т. Г. Гетьмани України. Історії про славу, трагедії та мужність / Пер. з рос. Н. Єгоровець; Наук. ред. В. Щербак. — К. : TOB "Видавництво "Кліо"", 2015. — 424 с. — ISBN 978-617-7023-33-2.[ІІУ 10]
- Шевчук В. Козацька держава як ідея в системі суспільно-політичного мислення XVI-XVIII століть. У 2-х кн. — Кн. 1. — К. : TOB "Видавництво "Кліо”", 2019. — 792 с. — ISBN 978-617-7023-98-1.[ІІУ 11]
- Шевчук В. Козацька держава як ідея в системі суспільно-політичного мислення XVI-XVIII століть. У 2-х кн. — Кн. 2. — К. : TOB "Видавництво "Кліо”", 2019. — 1120 с. — ISBN 978-617-7023-99-8.[ІІУ 12]
- Яковлева Т. Гетьманщина в другій половині 50-х років XVII століття: причини і початок Руїни. — К. : «Основи», 1998. — 447 с. — ISBN 966-500-041-1.[1][2][3]
- Яковлева Т. Руїна Гетьманщини: Від Переяславської ради—2 до Андрусівської угоди (1659–1667 рр.) / Пер. з рос. Л. Білик. — К. : Вид-во Соломії Павличко «Основи», 2003. — 644 с. — ISBN 966-500-099-3.[4]
- Українська держава другої половини XVII–XVIII ст.: політика, суспільство, культура / Ред. кол.: В. Смолій (відп. ред.), О. Бачинська, В. Горобець (заст. відп. ред.), В. Матях (відп. секр.), Ю. Мицик, В. Степанков, Я. Федорук, Т. Чухліб (заст. відп. ред.). — К. : Інститут історії України НАН України, 2014. — 671 с. — ISBN 978-966-02-7353-5.[ІІУ 13]

### Соціальні стани
Козацтво
- Брехуненко В. Козаки на степовому кордоні Європи. — К., 2011. — 504 с. — ISBN 978-966-02-5844-0.[ІІУ 14]
- Брехуненко В. Східна брама Європи. Козацька Україна в середині XVII–XVIII ст / Ред. Ю. Олійник. — К. : Темпора, 2014. — 504 с. — ISBN 978-617-569-199-1.[ІІУ 15]
- Чухліб Т. В. Козацький устрій Правобережної України (остання чверть XVII ст.). — К. : Інститут історії України НАН України, 1996. — 90 с. — (Історичні зошити) — ISBN 5-7702-1205-5.[ІІУ 16]
- Яворницький Д. І. Історія запорозьких козаків. У 3-х т / Ред. кол.: П. С. Сохань (голова), В. А. Смолій (заст. голови), В. Г. Сарбей, Г. Я. Сергієнко, М. М. Шубравська (відп. секр.). — К. : Наукова думка, 1993. — Т. 3. — 586 с. — (Пам’ятки історичної думки України)[ІІУ 17][ком. 2]
- Яворницький Д. Твори у 20 томах / Ред. кол.: П. Сохань (гол. ред.), А. Бойко (заст. гол. ред.), В. Брехуненко (відп. секр.), О. Маврін, В. Мільчев, Ю. Мицик. — Запоріжжя : ТАНДЕМ-У, 2005. — Т. 2: Вільності запорізьких козаків: історико-топографічний нарис. — 382 с. — (Історія, краєзнавство, археологія) — ISBN 966-7482-48-0.[ІІУ 20]
- Яворницький Д. Твори у 20 томах / Ред. кол.: П. Сохань (гол. ред.), А. Бойко (заст. гол. ред.), В. Мільчев (відп. секр.), С. Абросимова, В. Брехуненко, Ю. Головко, О. Маврін, Ю. Мицик. — Запоріжжя : ТАНДЕМ-У, 2008. — Т. 3. ‒ Кн. 3: Джерела до історії запорозьких козаків. — 495 с. — (Історія, краєзнавство, археологія) — ISBN 966-7482-48-0.[ІІУ 21]
- Яворницький Д. Твори у 20 томах / Ред. кол.: П. Сохань (гол. ред.), А. Бойко (заст. гол. ред.), С. Абросимова (відп. секр.), В. Брехуненко, І. Бутич, Я. Дашкевич, М. Ковальський, О. Маврін, В. Мільчев, Ю. Мицик, В. Наулко. — Запоріжжя : ТАНДЕМ-У, 2006. — Т. 8: До історії Степової України. — 440 с. — (Історія, краєзнавство, археологія) — ISBN 966-7482-62-6.[ІІУ 22]
- Козацтво в історії України (до 360-річчя битви під Батогом): Збірник матеріалів XXIV Вінницької Всеукраїнської наукової історико-краонавчої конференції, Вінниця, 1–2 червня 2012 р / Ред. кол.: Ю. Зінько (відп. ред.), К. Висоцька, А. Войнаровський (відп. секр.), П. Григорчук, С. Гусєв, В. Даниленко, Ю. Легун, О. Мельничук; І. Романюк, І. Руснак, В. Лазаренко, Д. Спірідонова, Ю. Степанчук, В. Тучинський. — Вінниця, 2012. — 456 с. — ISBN 966-7051-20-4.[ІІУ 23]
- Українське козацтво: Мала енциклопедія / Ред. Ф. Г. Турченко; відп. ред. С. Р. Лях та ін. — К. : Генеза; 3апоріжжя : Прем’єр, 2002. — 568 с. — ISBN 966-504-244-6.[5]

Шляхта
- Літвін Г. З народу руського. Шляхта Київщини, Волині та Брацлавщини (1569‒1648) / Пер. з польськ. Лесі Лисенко; Наук. ред. Н. Старченко. — К. : ДУХ І ЛІТЕРА, 2016. — 616 с. — ISBN 978-966-378-430-4.[ІІУ 24]
- Однороженко О. Українська (руська) еліта доби Середньовіччя і раннього Модерну: структура та влада / Ред.: Ю. Олійник, Ю. Железна. — К. : Темпора, 2011. — 422 с. — ISBN 978-617-569-025-3.[ІІУ 25]

Селянство
- Гуржій О. Еволюція соціальної структури селянства Лівобережної та Слобідської України (друга половина XVII-XVIII ст.). — К. : Інститут історії України НАН України, 1994. — 107 с. — (Історичні зошити)[ІІУ 26]

### Війни, битви, повстання
- Мордовцев Д. Гайдамаччина: історична монографія / Пер. з рос. Т. О. Абрамової. — Дніпропетровськ : Січ, 2004. — 359 с. — ISBN 966-511-385-2.[ІІУ 27]
- Таїрова-Яковлева Т. Коліївщина: великі ілюзії / Пер. з рос. Т. Кришталовської. — К. : TOB "Видавництво "Кліо"", 2019. — 256 с. — ISBN 978-617-7023-95-0.[ІІУ 28]
- Національно-визвольна війна в Україні 1648–1657 рр.: збірник за документами актових книг / Упорядн.: Сухих Л. А., Страшко В. В. — К., 2008. — 1012 с. — ISBN 978-966-8225-25-3.[ІІУ 29]
- Хотинська війна. 1621. — К., 1991. — 235 с.[ІІУ 30]

### Дипломатична історія
- Брехуненко В., Грибовський В., Мицик Ю., Піскун В., Синяк І., Тарасенко І. Між конфронтацією та взаємодією: українсько-кримські та українсько-ногайські стосунки в XVII ‒ першій половині XX ст / За ред. В. Брехуненка. — К. : ІУАД, 2018. — 344 с. — ISBN 978-966-02-8742-6.[ІІУ 31]
- Горобець В. М. БІЛОРУСЬ КОЗАЦЬКА. Полковник Іван Нечай та українські змагання за Південно-Східну Білорусь (1655-1659). — К. : Інститут історії України НАН України, 1998. — 100 с. — (Історичні зошити) — ISBN 966-02-0607-0.[ІІУ 32]
- Горобець В. М. Від союзу до інкорпорації: українсько-російські відносини другої половини XVII - першої чверті XVIII ст. — К. : Інститут історії України НАН України, 1995. — 70 с. — (Історичні зошити) — ISBN 5-7702-0890-2.[ІІУ 33]
- Горобець В. "Волимо царя східного...". Український Гетьманат та російська династія до і після Переяслава. — К. : СП "Часопис "Критика”", 2007. — 464 с. — ISBN 966-7679-89-6.[ІІУ 34]
- Віктор Горобець. Еліта козацької України в пошуках політичної легітимації: стосунки з Москвою та Варшавою, 1654-1665. — К. : Інститут історії України НАН України, 2001. — 533 с.[6]
- Горобець В. Присмерк Гетьманщини: Україна в роки реформ Петра І. — К. : Інститут історії України НАН України, 1998. — 321 с. — ISBN 966-02-0116-8.[ІІУ 35]
- Смолій В., Степанков В., Горобець В., Чухліб Т. Дипломатія Українського Гетьманату в міжнародних політичних комбінаціях раннього нового часу / Відп. ред. В. Смолій. — Київ : Інститут історії України, 2022. — 512 с. — ISBN 978-966-02-9934-4.[ІІУ 36]
- Струкевич О. К. Україна-Гетьманщина та Російська імперія протягом 50-80-х рр. XVIII століття (політико-адміністративний аспект проблеми). — К. : Інститут історії України НАН України, 1996. — 100 с. — (Історичні зошити) — ISBN 5-7702-0947-X.[ІІУ 37]

## Соціальна історія

### Історична демографія
- Сердюк І. Полкових городов обивателі: історико-демографічна характеристика міського населення Гетьманщини другої половини XVIII ст / Рецензенти: В. Горобець, М. Яременко. — Полтава : ТОВ "АСМІ”, 2011. — 304 с. — ISBN 978-966-182-159-9.[ІІУ 38]
- Нариси з історії освоєння Південної України XV–XVIII ст. : колективна монографія / За ред. О. Репана; Авт. кол.: П. Бойко, В. Брехуненко, Т. Гончарук, В. Грибовський, В. Полторак, О. Репан, О. Середа, І. Синяк, С. Чирук, Б. Черкас. — К. : К.І.С, 2020. — 288 с. — ISBN 978-617-684-259-0.[ІІУ 39]

### Етнічна історія
- Моця О. Самоназви українців у  XVII—XVIII ст. // "АНТИ” – "РУСИ” – "УКРАЇНЦІ”. Формування ідентичності у слов’ян півдня Східної Європи V–XIX ст. — К. : Наукова думка, 2012. — С. 106—142. — ISBN 978-966-00-1172-4.[ІІУ 40]
- Плохій С. Походження слов’янських націй. Домодерні ідентичності в Україні, Росії та Білорусі. — К. : Критика, 2015. — 144 с. — ISBN 978-966-8978-79-1.[ІІУ 41]
- Яковенко Н. Дзеркала ідентичності. Дослідження з історії уявлень та ідей в Україні XVI – початку XVIII століття. — К. : Laurus, 2012. — 472 с. — (Золоті ворота. – Вип. 2) — ISBN 978-966-2449-20-4.[ІІУ 42]

### Локальна історія
- Багалій Д., Тарасенко І. Історія Слобідської України / Авт. передм., комент. B. B. Кравченко. — Х. : Основа, l99l. — 256 с. — (Пам'ятки історичної думки України)[ІІУ 43]

Міська історія
- Бондар О. М. Чернігів: місто і фортеця у XIV – XVIII століттях / Наук. ред. Титова О. М. — К. : Видавець Олег Філюк, 2014. — 178 с. — ISBN 978-617-7122-27-1.[ІІУ 44]
- Заяць О. Громадяни Львова XIV–XVIII ст.: правовий статус, склад, походження. — К.; Львів, 2012. — 590 с. — ISBN 978-966-02-6391-8.[ІІУ 45]
- Заяць А. Є. Міське суспільство Волині XVI ‒ першої половини XVII ст / Наук. ред. Крикун М. Г. — Львів : ЛНУ імені Івана Франка, 2019. — 582 с. — ISBN 978-617-10-0532-7.[ІІУ 46]
- Зозуля С. Ю. Ніжин модерної доби: студії з історіографії, пам’яткознавства, персоналістики. — К. : Видавець Олег Філюк, 2014. — 344 с.[ІІУ 47]
- Коваленко О. Полтава XVII–XVIII століть. — К. : Видавець Олег Філюк, 2015. — 232 с. — ISBN 978-617-7122-48-6.[ІІУ 48]
- Петров М. Б. Місто Кам’янець-Подільський в 30-х роках XV‒XVIII століть: проблеми соціально-економічного, демографічного, етнічного та історико-топографічного розвитку. Міське і замкове управління / Відп. ред. В. Степанков. — Кам’янець-Подільський : Аксіома, 2012. — 480 с. — ISBN 978-966-496-217-6.[ІІУ 49]

### Історія релігії
- Кузьмук О. Межигірська старовина: нариси з історії Києво-Межигірського в ім’я Преображення Господнього чоловічого монастиря в XVI–XVIII століттях. — К. : ФОП "Видавець Олег Філюк", 2014. — 624 с. — ISBN 978-617-7122-14-1.[ІІУ 50]
- Скочиляс Ігор. Галицька (Львівська) єпархія XII–XVIII століть: організаційна структура та правовий статус. — Львів : Вид-во УКУ, 2010. — 832 с. — ISBN 978-966-8197-81-9.[ІІУ 51]
- Стецик Ю. О. Василіанські монастирі Перемишльської єпархії (кінець XVII ‒XVIII ст.). — Дрогобич : Видавничий відділ Дрогобицького державного педагогічного університету ім. І. Франка, 2014. — 388 с.[ІІУ 52]
- Стецик Ю. Василіанське чернецтво Перемишльської єпархії (друга половина XVIII ст.): словник біограм. — Жовква : Місіонер, 2015. — 312 с.[ІІУ 53]

### Історія повсякдення
- Буряк Л. Повсякденне життя козацької еліти Лівобережної України XVIII ст. крізь призму матеріального світу // Соціум. Альманах соціальної історії. — 2003. — Вип. 2. — С. 197—206.[7]
- Волошин Ю. Шлюбність і шлюбний стан старовірів Стародубського полку в другій половині XVIII ст. // Соціум. Альманах соціальної історії. — 2004. — Вип. 4. — С. 39—51.[7]
- Ворончук І. Шляхетський двір, його слуги та челядь // Соціум. Альманах соціальної історії. — 2004. — Вип. 4. — С. 117—133.[7]
- Таїрова-Яковлева Т. Повсякдення, дозвілля і традиції козацької еліти Гетьманщини / Пер. з рос. Т. Кришталовської. — К. : TOB "Видавництво "КЛІО"", 2017. — 184 с. — ISBN 978-617-7023-54-7.[ІІУ 54]
- Яременко М. Насолоди освічених в Україні XVIII століття (про культуру вживання церковною елітою чаю, кави та вина) // Київська академія. — 2012. — Вип. 10. — С. 117—184.[7]

## Військова історія
- Бондар О. М. Замки та фортеці Чернігово-Сіверщини в XV–XVIII ст.: ілюстрований довідник. — К. : Видавець Олег Філюк, 2015. — 178 с. — ISBN 978-617-7122-55-4.[ІІУ 55]
- Мальченко О. Київський артилерійський арсенал у другій половині XVII ст / Відп. ред.: О. Маврін. — К., 2017. — 528 с. — ISBN 978-966-02-8000-7.[ІІУ 56]
- Мицик Ю. А., Плохій С. М., Стороженко І. С. Як козаки воювали: Історичні розповіді про запорізьке козацтво. — Дніпропетровськ : Промінь, 1990. — 302 с. — (Давно се діялось колись) — ISBN 5-7775-0334-9.[ІІУ 57]
- Сокирко О. Лицарі другого сорту. Наймане військо Лівобережної Гетьманщини 1669-1726 рр. — К. : Темпора, 2006. — 280 с. — ISBN 966-8201-16-7.[7][8][9]
- Шпитальов Г. Донська і Дніпровська флотилії в російсько-турецькій війні 1736–1739 років. — К., 2015. — 280 с. — ISBN 978-966-02-7628-4.[ІІУ 58]

## Економічна історія
- Капраль М. Люди корпорації: Львівський шевський цех у XVII–XVIII ст. — Львів, 2012. — 552 с. — (Львівські історичні праці. Дослідження. – Вип. 5) — ISBN 978-966-02-6501-1.[ІІУ 59]
- Мірущенко О. Економічний розвиток Запорозьких Вольностей періоду Нової Січі. — К., 2015. — 216 с. — ISBN 978-966-02-7626-0.[ІІУ 60]
- Обробна промисловість волокнистих речовин Наддніпрянщини у сфері імперських інтересів Московії XVIII ст. — К. : Інститут історії України НАН України, 2023. — 74 с.[ІІУ 61]

## Біографії

### Історична персоналістика
Богдан Хмельницький
- Смолій В. А., Степанков В. С. Богдан Хмельницький. — К. : Альтернативи, 2003. — 403 с. — (Особистість і доба)[ІІУ 62]
- Смолій В. А., Степанков В. С. Богдан Хмельницький. — К. : Арій, 2013. — 656 с. — (Гетьмани України та їхня доба) — ISBN 978-966-498-310-2.[ІІУ 63]
- Смолій В., Степанков В. Богдан Хмельницький: Полководець, дипломат, державотворець / Наук. ред. Ю. І. Шаповал. — К. : Парлам. вид-во, 2020. — 752 с. — (Політичні портрети) — ISBN 978-966-922-165-0.[ІІУ 64]
- Смолій В., Степанков В. Богдан Хмельницький: Соціально-політичний портрет. — К. : Либідь, 1993. — 502 с.[ІІУ 65]
- Смолій В., Степанков В. Богдан Хмельницький: Соціально-політичний портрет. — 2-е вид., доп., перероб. — К. : Либідь, 1995. — 624 с.[ІІУ 66]
- Смолій В., Степанков В. Богдан Хмельницький. Соціально-політичний портрет: наукове видання. — К. : Темпора, 2009. — 680 с. — ISBN 978-966-8201-76-9.[ІІУ 67]
- Смолій В., Степанков В. Богдан Хмельницький: Хроніка життя та діяльності. — К. : Наук. думка, 1994. — 262 с.[ІІУ 68]
- Стороженко І. С. Богдан Хмельницький і воєнне мистецтво у визвольній війні українського народу середини XVII століття / Наук. ред.: Ф. П. Шевченко; Передмова М. П. Ковальського. — Кн. 1: Воєнні дії 1648–1652 рр. — Дніпропетровськ : Вид-во Дніпропетровського державного університету, 1996. — 326 с. — ISBN 966-551-004-5.[ІІУ 69]

Іван Брюховецький
- Горобець Віктор. Гетьман Брюховецький. Життя у славі, владі та ганьбі. — К. : Парламентське вид-во, 2019. — 432 с. — (Політичні портрети) — ISBN 978-966-922-140-7.[ІІУ 70]
- Горобець В. Гетьман Руїни. Іван Брюховецький та Москва. — К. : Вид. дім "Києво-Могилянська академія", 2017. — 247 с. — (Міжнародна історія України) — ISBN 978-966-518-711-0.[ІІУ 71]

Іван Мазепа
- Когут З., Мезенцев В., Коваленко В., Ситий Ю. Садиби Івана Мазепи в Батурині. — Торонто, 2012. — 28 с.[ІІУ 72]
- Оглоблин О. Гетьман Іван Мазепа та його доба / Ред. Л. Винар; Упорядн. І. Гирич, А. Атаманенко. — 2 доп. вид. — Нью-Йорк; Київ; Львів; Париж; Торонто, 2001. — 464 с. — ISBN 1-879070-13-8.[ІІУ 73]
- Павленко С. Іван Мазепа як будівничий української культури. — К. : Вид. дім "Києво-Могилянська акад.", 2005. — 304 с.[ІІУ 74]
- Таїрова-Яковлева Т. Г. Іван Мазепа і Російська імперія. Історія "зради” / Переклад з російської о. Ю. Мицика. — К. : ТОВ "Видавництво "Кліо”", 2013. — 403 с. — ISBN 978-617-7023-01-1.[ІІУ 75]
- Таїрова-Яковлева Т. Іван Мазепа і Російська імперія. Історія "зради". — Вид. 4-е доп., перероб. — К. : ТОВ "Видавництво "Кліо”", 2022. — 416 с. — ISBN 978-617-7755-44-8.[ІІУ 76]
- Гетьман Іван Мазепа: постать, оточення, епоха. 3б. наук. праць / Відп. ред. В. А. Смолій, відп. секр. О. О. Ковалевська. — К. : Інститут історії України НАН України, 2008. — 398 с.[ІІУ 77]
- Іван Мазепа і його доба: історія, культура, національна пам’ять. Матеріали Міжнародної наукової конференції (15–17 жовтня 2008 р., Київ–Полтава) / Ред. кол.: В. Брюховецький (голова), Ю. Мицик, В. Панченко, О. Удод, В. Щербак. — К. : Вид-во "Темпора", 2008. — 488 с.[ІІУ 78]

Іван Скоропадський
- Гуржій О. Іван Скоропадський. — К. : Альтернативи, 2004. — 312 с. — ISBN 966-7217-81-7.[ІІУ 79]
- Гуржій О. І., Реєнт О. П. Іван Скоропадський / Гол. ред. Р. Стасюк. — К. : Арій, 2013. — 384 с. — (Гетьмани України та їхня доба) — ISBN 978-966-498-270-9.[ІІУ 80]

Павло Тетеря
- Володимир Газін. Гетьман Павло Тетеря: соціально-політичний портрет (монографія). — Кам’янець-Подільський : Аксіома, 2007. — 230 с. — ISBN 978-966-496-010-3.[ІІУ 81]

Петро Дорошенко
- Смолій В., Степанков В. Петро Дорошенко: особистість в реаліях епохи. — К. : Парламентське видавництво, 2021. — 792 с. — (Політичні портрети) — ISBN 978-966-922-184-1.[ІІУ 82]
- Смолій В., Степанков В. Петро Дорошенко: Політичний портрет. — К. : Темпора, 2011. — 632 с. — ISBN 978-617-569-051-2.[ІІУ 83]
- Смолій В. А., Степанков В. С. Петро Дорошенко. — К. : Арій, 2013. — 608 с. — (Гетьмани України та їхня доба) — ISBN 978-966-498-311-9.[ІІУ 84]

Петро Конашевич-Сагайдачний
- Гуржій О. І., Корнієнко В. В. Гетьман Петро Конашевич-Сагайдачний. — К. : Вид-во "Україна", 2004. — 192 с. — ISBN 966-524-164-8.[ІІУ 85]
- Сас П. М. Петро Конашевич-Сагайдачний: молоді роки / Відп. ред. В. А. Смолій. — К. : Інститут історії України НАН України, 2006. — 287 с. — ISBN 966-02-4172-0.[ІІУ 86]
- Сас П. М. Петро Конашевич-Сагайдачний: Чесний лицар. — К. : Парлам. вид-во, 2020. — 560 с. — (Політичні портрети) — ISBN 978-966-922-164-3.[ІІУ 87]
- Сас П. Полководець Петро Сагайдачний. — К. : ТОВ "Видавництво "КЛІО”", 2014. — 280 с. — ISBN 978-617-7023-16-5.[ІІУ 88]
- Сас П. М. Чесний рицар Петро Конашевич-Сагайдачний. — К. : Інститут історії України НАН України, 2012. — 350 с. — ISBN 978-966-02-6486-1.[ІІУ 89]

Костянтин Василь Острозький
- Ульяновський В. Князь Василь-Костянтин Острозький: історичний портрет у галереї предків та нащадків. — К. : Вид. дім "Простір”, 2012. — 1370 с. — ISBN 978-966-2068-30-6.[ІІУ 90]

Петро Могила
- Мицик Ю. А., Нічик В. M., Хижняк З. І. Петро Могила. — К., 2013. — 400 с. — ISBN 978-966-02-6717-6.[ІІУ 91]

### Збірки біографій, генеалогія
- Бумблаускас А., Дзярнович О., Рагаускене Р., Тесленко І., Черкас Б. Князі Острозькі / Наук. ред. І. Тесленко; Гол. ред. В. Строля. — К. : Вид-во ТОВ "Балтія-Друк”, 2014. — 280 с. — ISBN 978-611-516-009-9.[ІІУ 92]
- Кривошея В. Генеалогія українського козацтва: Нариси історії козацьких полків. — К. : Стилос, 2002. — 396 с. — ISBN 966-8009-15-0.[ІІУ 93]
- Кривошея В. Генеалогія українського козацтва: Білоцерківський полк. — К. : Стилос, 2002. — 184 с. — ISBN 966-8009-28-2.[ІІУ 94]
- Кривошея В. В. Генеалогія українського козацтва. Переяславський полк. — К. : Видавничий дім «Стилос», 2004. — 418 с. — ISBN 966-8518-18-7.[ІІУ 95]
- Кривошея В. В. Козацька еліта Гетьманщини. — К. : ІПіЕНД імені І.Ф.Кураса НАН України, 2008. — 452 с. — ISBN 978-966-02-4850. Архівовано з джерела 27 вересня 2011[ІІУ 96]
- Кривошея В. В. Козацька старшина Гетьманщини. Енциклопедія. — К. : «Стилос», 2010. — 791 с. — ISBN 978-966-8009-99-0.[ІІУ 97]
- Кривошея В. В., Кривошея І. І., Кривошея О. В. Неурядова старшина Гетьманщини. — К. : "Стилос", 2009. — 432 с. — ISBN 978-966-8009-84-6.[ІІУ 98]
- Смуток І. Руська шляхта Перемишльської землі (XIV-XVIII ст.): Історико-генеалогічне дослідження. — Львів : Простір-М, 2017. — 504 с. — ISBN 978-617-7501-49-6.[ІІУ 99]
- Володарі гетьманської булави : історичні портрети / авт. передм. В. А. Смолій. — К. : Варта, 1994. — 557 с. — ISBN 5-203-01639-9.[ІІУ 100]
- Полководці Війська Запорозького: історичні портрети / Ред. кол.: В. Смолій (відп. ред.) та ін. — Кн. 1. — К. : Видавничий дім «КМ Academia», 1998. — 400 с. — (Козацька спадщина) — ISBN 966-518-011-8. Архівовано з джерела 29 грудня 2019[ІІУ 101]
- Полководці Війська Запорозького: історичні портрети / Ред. кол.: В. Смолій (відп. ред.) та ін. — Кн. 2. — К. : «ВІК», 2004. — 275 с. — (Козацька спадщина) — ISBN 966-8680-04-9.[ІІУ 102]

## Картографія та історична географія
- Гордєєв А. Ю. Карти-портолани Чорного моря XIV–XVII ст / Наук. ред., передм. P. Сосса; Відп. ред. Н. Крижова. — К. : ДНВП «Картографія», 2015. — 216 с. — (Пам’ятки картографії України) — ISBN 978-617-670-533-8.[ІІУ 103]
- Кондратьев І. В. Любецьке староство (XVI – середина XVII ст.). — Чернігів : Видавець Лозовий В. М, 2014. — 384 с. — ISBN 978-617-7223-10-7.[ІІУ 104]
- Крикун М. Кордони воєводств Правобережної України у XVI‒XVIII століттях / Авториз. пер.з рос. А. Ясіновський. — Львів : Вид-во Львівської політехніки, 2016. — 304 с.[ІІУ 105]
- Адміністративно-територіальний поділ Київщини 1471-1918 рр.: Довідник / Авт.-упоряд. М. М. Корінний; Ред. кол.: С. А. Каменєва (голова редкол.), Г. В. Бойко (заст. голови), О. М. Бєлая, М. М. Корінний, О. М. Лужинська. — Біла Церква : Видавець Пшонківський О.В, 2017. — 286 с. — ISBN 978-617-604-117-7.[ІІУ 106]

## Геральдика та сфрагістика
- Алфьоров О., Однороженко О. А. Українські особові печатки XV‒XVII ст. за матеріалами київських архівосховищ. — Х., 2008. — 200 с.[ІІУ 107]
- Ситий І. КОЗАЦЬКА УКРАЇНА: печатки, герби, знаки та емблеми кінця XVI-XVIII століть. — К. : Темпора, 2017. — 972 с. — ISBN 978-617-569-254-7.[10][ІІУ 108]

## Історія мистецтва
- Ковалевська О. Таємниці козацьких портретів. — К. : TOB "Видавництво "Кліо”", 2019. — 288 с. — ISBN 978-617-7023-86-8.[ІІУ 109]
- Степовик Д. В. Українська гравюра бароко: Майстер Ілля, Олександр Тарасевич, Леонтій Тарасевич, Іван Щирський. — К. : ТОВ "Видавництво "Кліо”", 2013. — 495 с. — ISBN 978-617-7023-00-4.[ІІУ 110]
- Українське барокко. Матеріали І конгресу Міжнародної асоціації україністів (Київ, 27 серпня – 3 вересня 1990 р.) / Відп. ред. О. Мишанич. — К., 1993. — 260 с. — ISBN 5-7702-0572-5.[ІІУ 111]

## Історіографія та критика джерел
- Вирський Д. "Дискурс про козаків” (характеристики українського козацтва в річпосполитській історіографії останньої третини XVI – середини XVII ст.) / Наук. ред. Ю. А. Пінчук. — К. : Інститут історії України НАН України, 2005. — 111 с. — ISBN 966-02-3809-6.[ІІУ 112]
- Герасименко Н. О. Історичні події 1657‒1659 рр. (гетьманство І. Виговського) у висвітленні С. Величка. — К. : Інститут історії України НАН України, 1999. — 98 с. — (Історичні зошити) — ISBN 966-02-1034-5.[ІІУ 113]
- Гошко Т. Звичай і права: Джерела, коментарі, дослідження: У 2-х т. — К. : Критика, 2019. — Т. І: Антропологія міст і міського права на руських землях у XIV ‒ першій половині XVII століття. — 564 с. — ISBN 978-966-2789-10-2.[ІІУ 114]
- Луняк Євген. Козацька Україна XVI - XVIII ст. у французьких історичних дослідженнях. — К.-Ніжин : Видавець ПП Лисенко М.М, 2012. — 808 с. — ISBN 978-617-640-054-7.[11]
- Мицик Ю. Джерела з історії національно-визвольної війни українського народу середини XVII століття / Відп. ред. Ф. П. Шевченко. — Дніпропетровськ : ВПОП "Дніпро”, 1996. — 263 с. — ISBN 5-7707-8858-5.[ІІУ 115]
- Папакін Г. В. Архів Скоропадських: Фамільні архіви української родової еліти другої половини XVII-XX ст. та архівна спадщина роду Скоропадських. — К., 2004. — 420 с. — ISBN 966-8225-12-0.[12][13]
- Плохій, Сергій. Козацький міф. Історія та націєтворення в епоху імперій / Авториз. пер. з англ. Миколи Климчука. — K. : Laurus, 2013. — 440 с. — (Серія «Золоті ворота», вип. 5) — ISBN 978-966-2449-26-6.[14]
- Плохій С. Козацький міф. Історія та націєтворення в епоху імперій / Авториз. пер. з англ. М. Климчука. — K. : Laurus, 2015. — 440 с. — ISBN 978-966-2449-83-9.[ІІУ 116]
- Сокирко О. Г. Українська кирилична палеографія XI‒XVIII ст.: навчальний посібник для студентів історичних спеціальностей. — К. : Видавець Олег Філюк; "КНТ", 2016. — 144 с.[ІІУ 117]
- Чернухін Є. К. Грецьке ніжинське братство: історіографія та джерела. — К. : Інститут історії України НАН України, 1998. — 98 с. — (Історичні зошити) — ISBN 966-02-0602-Х.[ІІУ 118]
- Шамрай М. Маргіналії в стародруках кириличного шрифту 15–17 ст. З фонду Національної бібліотеки України імені В. І. Вернадського / Ред. кол.: О. С. Онищенко, П. С. Сохань (співголови), Л. А. Дубровіна, Н. М. Зубкова, Г. І. Ковальчук, Н. І. Миронець, В. І. Наулко, В. Ю. Омельчук. — K., 2005. — 333 с. — ISBN 966-02-3577-1.[ІІУ 119]

## Першоджерела

### Наративні джерела
- Братковський Д. Б. Світ, по частинах розглянутий: Переклад. Джерела. Студії / Пер. з пол., передм., прим. В. О. Шевчук; Авт.-упор. О. Бірюліна. — Луцьк : Видавництво обласної друкарні, 2004. — 463 с. — (Давньоруські та давні українські літописи) — ISBN 966-8468-77-5.[ІІУ 120]
- Величко С. В. Літопис / Пер. з книжної української мови, вст. стаття, комент. В. О. Шевчука; Відп. ред. О. В. Мишанич та ін. — К. : Дніпро, 1991. — Т. 1. — 371 с. — (Давньоруські та давні українські літописи) — ISBN 5-308-00314-9.[ІІУ 121]
- Величко С. В. Літопис / Перекл., комент., покажч. В. О. Шевчука; Відп. ред. О. В. Мишанич; Ред. кол.: О. Т. Гончар, Ю. П. Дяченко, М. Г. Жулинський, В. І. Крекотень, О. В. Мишанич, Ю. М. Мушкетик, В. В. Німчук, Т. І. Сергійчук, П. П. Толочко, В. О. Шевчук. — К. : Дніпро, 1991. — Т. 2. — 642 с. — (Давньоруські та давні українські літописи) — ISBN 5-308-00314-9.[ІІУ 122]
- Гваньїні О. Хроніка європейської Сарматії / Відп. ред. В. А. Смолій; Упорядк. та переклад з польської о. Юрія Мицика. — К. : Вид. дім "Києво-могилянська академія", 2007. — 1006 с. — ISBN 966-518-389-3.[ІІУ 123]
- Гізель І. Вибрані твори у 3 томах / Упоряд., наук ред. Л. Довга. — Київ; Львів : Видавництво "Свічадо”, 2009. — Т. І. – Кн. 2. — 360 с. — ISBN 978-966-395-272-7.[ІІУ 124]
- Гізель І. Вибрані твори у 3 томах / Упоряд., заг. ред. Л. Довга. — Київ; Львів : Видавництво "Свічадо”, 2011. — Т. ІІІ. — 460 с. — ISBN 978-966-395-452-3.[ІІУ 125]
- Крип’якевич І. Історія русів / Переклад Івана Драча. — Львів, 2001. — 183 с.[ІІУ 126]
- Михаил Литвин, Б. де Виженер, Л. Горецкий, Э. Ляссота. Мемуари до історії Південної Русі. – Вип. I (XVI ст.) / Перекладено за виданням: Мемуары, относящиеся к истории южной Руси за ред. В. Антоновича. — Дніпропетровськ : "Січ”, 2005. — 191 с. — ISBN 966-511-253-8.[ІІУ 127]
- Луняк Євген. Козацька Україна XVI-XVIII ст. очима французьких сучасників: хрестоматія. — Ніжин : НДУ ім. М. Гоголя, 2013. — 508 с. — ISBN 978-617-527-108-7.[ІІУ 128]
- Наїма Мустафа. Гюсейнові городи у витягу історій із заходу та сходу. (Повідомлення про Україну) / Пер. османсько-турецької О. Галенка та О. Кульчинського. — К. : Вид-во Жупанського, 2016. — 288 с. — (Історична думка)[ІІУ 129]
- Немирич Ю. Роздуми про війну з московитами / Пер. з лат. мови В. Д. Литвинова, Я. М. Стратій; Упоряд. і передм. В.Д. Литвинова. — К. : Академперіодика, 2014. — 60 с. — ISBN 978-966-360-263-9.[ІІУ 130]
- Софонович Феодосій. Хроніка з літописців стародавніх / Передмова, комент. Ю. А. Мицика, В. М. Кравченка; Ред. кол.: В. А. Смолій (відп. ред.), Г. В. Боряк, В. І. Крекотень, В. В. Німчук, П. С. Сохань, Н. М. Яковенко. — К. : Наукова думка, 1992. — 336 с. — (Пам′ятки українського літописання) — ISBN 5-12-002045-3.[ІІУ 131]
- Стрийковський Мацей. Літопис польський, литовський, жмудський і всієї Руси / Відп. ред. О. Купчинський. — Львів, 2011. — 1075 с. — (Історичні джерела. Т. 10) — ISBN 96-8868-26-9.[ІІУ 132]
- Халебський Павло. Україна – земля козаків: Подорожній щоденник / Упоряд. М. О. Рябий; Післям. В. О. Яворівського. — К. : Ярославів Вал, 2009. — 293 с. — ISBN 978-966-8382-23-9.[ІІУ 133]
- Шевальє П. Історія війни козаків проти Польщі / Переклад з французького видання 1663 року. — К. : Томіріс, 1993. — ISBN 5-87498-087-3.[ІІУ 134]
- Шерер Жан-Бенуа. Літопис Малоросії, або Історія козаків-запорожців та козаків України, або Малоросії. — К. : Укр. письменник, 1994. — ISBN 5-333-01214-8.[ІІУ 135]
- Військовий писар Андрій Семенович Товстик: Збірник документів / Упорядк., передм. і комент. І. Л. Синяка; Ред. кол.: П. Сохань (голова), А. Бойко, Д. Бурім, Л. Демченко, І. Кісіль, С. Леп’явко, О. Маврін, В. Мільчев, В. Брехуненко (відп. секр.). — К., 2010. — 148 с. — ISBN 978-966-02-5578-4.[ІІУ 136]
- Записки святителя Петра Могили / Упоряд. І. В. Жиленко. — К. : Фенікс, 2011. — 528 с. — ISBN 978-966-651-906-4.[ІІУ 137]
- Літопис гадяцького полковника Григорія Грабянки. — К. : Т-во "Знання України”, 1992. — 143 с.[ІІУ 138]
- Листи Івана Мазепи 1687–1691 / Відп. ред. В. Смолій; Упорядн. та авт. передм. В. Станіславський. — К., 2002. — Т. 1. — 480 с.[ІІУ 139]
- Листи Івана Мазепи / Відп. ред. В. Смолій; Упорядн. та авт. вступ. дослідж. В. Станіславський. — К., 2010. — Т. 2: 1691–1700. — 751 с. — ISBN 966-02-2439-7.[ІІУ 140]
- Україна XVIII століття в малюнках Йогана Генріха Мюнца / Упоряд. Т. Чухліб; Пер. з франц. З. Борисюк. — Київ : Мистецтво, 2022. — 208 с. — ISBN 978-966-577-326-9.[ІІУ 141]
- Українські народні думи. У 5 т / Упоряд.: М. К. Дмитренко, Г. В. Довженок, С. Й. Грица; За заг. ред.: М. К. Дмитренка, С. Й. Грици ; Ред. кол.: Г. А. Скрипник (голова), С. Й. Грица (заст. гол.), М. К. Дмитренко (заст. гол.), Т. П. Руда, А. І. Іваницький, О. В. Шевчук, Г. В. Довженок, Л. О. Єфремова. — К. : ІМФЕ НАН України, 2009. — 856 с. — ISBN 978-966-02-5415-2.[ІІУ 142]

### Релігійна література
- Острозька Біблія / Опрацював та приготовив до друку єрмн. архимандрит др. Рафаїл (Роман Торконяк) за виданням Біблії (1581 р.). — Львів, 2006. — 1957 с. — ISBN 966-7136-37-X.[ІІУ 143]
- Пересопницьке Євангеліє 1556–1561. Дослідження. Транслітерований текст. Словопокажчик / Уклад.: І. П. Чепіга; Л. А. Гнатенко; Наук. ред. В. В. Німчук; Ред. кол.: О. С. Онищенко (голова), Л. А. Дубровіна (заст. голови), Г. В. Боряк, Н. М. Зубкова, В. В. Німчук, М. М. Пещак, Р. Процик, В. М. Русанівський, В. А. Широков. — К., 2001. — 750 с. — ISBN 966-02-2138-Х.[ІІУ 144]

### Документи
Литовська метрика
- Литовська Метрика. – Книга 561: Ревізії українських замків 1545 року / Підготував В. Кравченко; Ред. кол.: Сохань П. С. (відп. ред.), Боряк Г. В., Крикун М. Г., Купчинський О. А., Маврін О. О., Майборода Р. В., Мицик Ю. А., Німчук В. В., Тодійчук О. В., Федорук Я. О., Яковенко Н. М. — К., 2005. — 600 с. — (Архівні джерела. – Т. 7) — ISBN 966-02-3711-1.[ІІУ 145]
- Литовська Метрика в комплексі пізньосередньовічних джерел з історії України: проблеми вивчення та публікації. Матеріали круглого столу (Київ, Інститут історії України НАН України, 21 березня 2012 р.) / Редкол. збірника: Г. Боряк, (відп. ред.) А. Блануца, Д. Ващук, І. Ворончук, Л. Жеребцова (відп. секр.), П. Кулаковський. — К. : Інститут історії України НАН України, 2012. — С. 58. — ISBN 978-966-02-6487-8.[ІІУ 146]
- Литовська Метрика. Книга № 235. (1547–1549): 20-та Книга судових справ. — К. : Інститут історії України НАН України, 2019. — Т. І–ХХ. — С. 75. — ISBN 978-966-02-8901-7.[ІІУ 147]

Реєстр Війська Запорозького 1649 року
- Реєстр Війська Запорозького 1649 року / Упорядн. О. В. Тодійчук (гол. упорядн.), В. В. Страшко, P. І. Осташ, Р. В. Майборода; Ред. кол.: Ф. П. Шевченко (відп. ред.), Г. В. Боряк, Я. Р. Дашкевич, В. І. Крекотень, М. П. Лукичов, Ю. А. Мицик, А. П. Непокупний, В. В. Німчук, В. А. Смолій, П. С. Сохань, Н. М. Яковенко. — К. : Наукова думка, 1995. — 592 с. — (Джерела з історії українського козацтва) — ISBN 5-12-002042-9.[ІІУ 148]
- Реєстр Війська Запорозького 1649 року: Алфавітний покажчик. Літера А. Пробний зошит / Укладач З. Рубцова; Передм. А. Непокупного. — К., 1999. — 75 с. — ISBN 966-02-1346-8.[ІІУ 149]

Універсали українських гетьманів
- Універсали Богдана Хмельницького 1648-1657 / Упорядн.: І. Крип’якевич, І. Бутич; Ред. кол.: В. Смолій (голова), Г. Боряк, І. Бутич, Л. Гісцова, Я. Дашкевич, Ю. Мицик, В. Остапчук, П. Сохань, В. Степанков, Ф. Шабульдо, Ф. Шевченко, М. Шпаковатий, Н. Яковенко. — К. : Вид. дім "Альтернативи", 1998. — 416 с. — (Універсали українських гетьманів. Серія І) — ISBN 966-7217-53-1.[ІІУ 150]
- Універсали Івана Мазепи. 1687-1709 / Упорядник: Іван Бутич. — Кн. 1. — К., 2002. — 780 с. — ISBN 966-7155-61-7.[ІІУ 151]
- Універсали Івана Мазепи (1687-1709) / Упорядн.: І. Бутич, В. Ринсевич; Ред. кол.: П. Сохань (голова), Г. Боряк, В. Брехуненко, І. Бутич, Д. Бурім, І. Гирич, Я. Дашкевич, О. Купчинський, О. Маврін, Ю. Мицик, О. Музичук, О. Романів, В. Смолій. — Ч. ІІ. — Київ; Львів : НТШ, 2006. — 799 с. — (Універсали українських гетьманів. Серія І) — ISBN 966-02-3872-Х.[ІІУ 152]
- Універсали Павла Полуботка (1722-1723) / Упорядн. В. Ринсевич; Ред. кол.: П. Сохань (голова), Г. Боряк, В. Брехуненко, Д. Бурім, І. Гирич, Я. Дашкевич, О. Коваленко, О. Купчинський, О. Маврін, Ю. Мицик, О. Музичук, В. Смолій. — К., 2008. — 721 с. — (Універсали українських гетьманів. Серія І) — ISBN 978-966-02-4706-2.[ІІУ 153]
- Універсали українських гетьманів від Івана Виговського до Івана Самойловича (1657—1687) / Упоряд.: І. Бутич, В. Ринсевич, І. Тесленко; Ред. кол.: П. Сохань (голова) та ін. — Київ; Львів, 2004. — 1118 с. — (Памʼятки історії України) — ISBN 966-02-3091-5.[ІІУ 154]

Архів Коша Нової Запорозької Січі
- Архів Коша Нової Запорозької Січі: корпус документів 1734–1775 / Гол. ред. кол.: Сохань П. С. (голова), Апанович О. М, Боряк Г. В, Бутич І. Л., Гісцова Л. З., Дашкевич Я. Р. Дрозд Є. І. (відп. секр.), Жуковський А. І., Мицик Ю. А., Смолій В. А. (заст. гол.), Пиріг Р. Я., Пріцак О. Й.; Упорядн. тому: Гісцова Л. 3. (ст. упорядн.), Автономов Д. Л., Дрозд Є. І., Лащенко X. Г., Омельченко А. Ю., Полегайлов О. Г., Стафійчук В. В., Сухих Л. А.; Наук. ред. тому Бутич І. Л. — К. : Наукова думка, 1998. — Т. 1. — 698 с. — (Джерела з історії українського козацтва) — ISBN 966-02-0105-2.[ІІУ 155]
- Архів Коша Нової Запорозької Січі: корпус документів 1734–1775 / Гол. ред. кол.: Сохань П. С. (голова), Апанович О. М, Боряк Г. В, Бутич І. Л., Гісцова Л. З., Дашкевич Я. Р., Жуковський А. І., Пиріг Р. Я., Маврін О. О., Мицик Ю. А., Смолій В. А., Пріцак О. Й.; Упорядн. тому: Гісцова Л. 3. (ст. упорядн.), Автономов Д. Л., Демченко Л. Я., Дрозд Є. І., Ігнатова О. В., Кузик Т. Л., Лащенко X. Г., Муравцева Л. М., Стафійчук В. В., Сухих Л. А.; Наук. ред. тому Бутич І. Л. — К., 2000. — Т. 2. — 750 с. — (Джерела з історії українського козацтва) — ISBN 966-02-1679-3.[ІІУ 156]
- Архів Коша Нової Запорозької Січі: корпус документів 1734–1775 / Гол. ред. кол.: Сохань П. С. (голова), Боряк Г. В, Брехуненко В. А., Бутич І. Л., Гісцова Л. З., Дашкевич Я. Р., Жуковський А. І., Маврін О. О., Мицик Ю. А., Музичук О. В., Онищенко О.С., Пиріг Р. Я., Пріцак О. Й., Смолій В. А.; Упорядн. тому: Гісцова Л. 3. (ст. упорядн.), Демченко Л. Я., Кузик Т. Л., Муравцева Л. М., Сухих Л. А.; Наук. ред. тому Бутич І. Л. — К., 2003. — Т. 3. — 952 с. — (Джерела з історії українського козацтва) — ISBN 966-02-3419-8.[ІІУ 157]
- Архів Коша Нової Запорозької Січі: корпус документів 1734–1775 / Гол. ред. кол.: Сохань П. С. (голова), Боряк Г. В, Брехуненко В. А., Бутич І. Л., Бурім Д. В., Гісцова Л. З., Дашкевич Я. Р., Жуковський А. І., Маврін О. О., Мицик Ю. А., Музичук О. В., Онищенко О. С., Пиріг Р. Я., Пріцак О. Й., Смолій В. А.; Упорядн. тому: Гісцова Л. 3. (ст. упорядн.), Демченко Л. Я., Кузик Т. Л., Муравцева Л. М.; Наук. ред. тому Бутич І. Л. — К., 2006. — Т. 4. — 887 с. — (Джерела з історії українського козацтва)[ІІУ 158]
- Архів Коша Нової Запорозької Січі: корпус документів 1734–1775 / Гол. ред. кол.: П. С. Сохань (голова), Г. В. Боряк, В. А. Брехуненко, І. Л. Бутич, Д. В. Бурім,  Л. З. Гісцова,  Я. Р. Дашкевич, А. І. Жуковський, О. О. Маврін, Ю. А. Мицик, О. В. Музичук, О. С. Онищенко, В. А. Смолій; Упорядн. тому: Л. З. Гісцова (ст. упорядн.), Л. Я. Демченко, Т. Л. Кузик, Л. М. Муравцева. — К., 2008. — Т. 5: Реєстр Війська Запорозького Низового 1756 року. — 527 с. — (Джерела з історії українського козацтва) — ISBN 966-02-4004-X.[ІІУ 159]
- Архів Коша Нової Запорозької Січі: опис справ 1713-1776 / Ред. кол.: О. М. Апанович, Л. 3. Гісцова, В. С. Оснач, І. Л. Бутич (відп. ред.), Л. А. Сухих; Упоряд.: Л. 3. Гісцова (ст. упорядн.), Л. Я. Демченко. — Вид. 2-ге, доп. і випр. — К. : Наукова думка, 1994. — 234 с.[ІІУ 160]

Інші документи
- Азовське намісництво: нереалізований проект / Упоряд.: Панкєєв О. С., Олененко А. — Запоріжжя, 2011. — 98 с. — ISBN 978-966-02-6188-4.[ІІУ 161]
- Акти Полтавського полкового суду 1668‒1740 рр. Збірник актових документів / Упоряд.: І.П. Чепіга, У.М. Штанденко; Відп. ред. В. В. Німчук. — Кн. 1. — К. : Наукова думка, 2017. — (Пам’ятки української мови. Серія актових документів і грамот) — ISBN 978-966-00-1577-6.[ІІУ 162]
- Архів ранньомодерної Української держави / Упоряд.: В. Брехуненко, І. Тарасенко. — К., 2019. — Т. 1: Документи колекції Олександра Лазаревського. — 432 с. — (Документи Генерального військового суду та Генеральної військової канцелярії) — ISBN 978-966-02-8745-7.[ІІУ 163]
- Архів ранньомодерної Української держави / Упоряд. І. Синяк; Ред. кол. тому: В. Брехуненко, О. Заяць, Ю. Мицик, І. Синяк, Я. Федорук. — К., 2019. — Т. 2: Документи Ніжинського полкового суду 1736-1747. — 416 с. — (Документи полкових та сотенних судів і канцелярій) — ISBN 978-966-02-8747-1.[ІІУ 164]
- Архів ранньомодерної Української держави / Упоряд. О. Заяць, Я. Федорук. — К., 2019. — Т. 3: Мартин Ґолінський. Silva rerum: (1648-1665). – Ч. І: (1648-1649). — 446 с. — (Джерела з історії Центрально-Східної Європи XVII–XVIII століть) — ISBN 978-966-02-8749-5.[ІІУ 165]
- Батуринський архів та інші документи з історії українського гетьманства 1690-1709 pp / Упоряд. Т. Г. Таїрова-Яковлєва. — К. : ТОВ "Видавництво "Кліо”", 2021. — 344 с. — (Джерела. ‒ Т. ІІІ) — ISBN 978-617-7755-30-1.[ІІУ 166]
- Віденський архів гетьманського роду Розумовських / Упоряд., вступ, передм., комен., дод., ілюст. С. П. Потапенко; Ред. кол: Г. В. Папакін (гол. ред.), В. А. Брехуненко (відп. ред.), Д. В. Бурім, О. О. Маврін, Ю. А. Мицик, В. М. Піскун, Федорук Я. О. — К., 2018. — Т. 1. — 264 с. — ISBN 978-966-02-8560-6.[ІІУ 167]
- Волинські грамоти XVI ст / Упоряд.: В. Б. Задорожний, А. М. Матвієнко. — К. : Наукова думка, 1995. — (Пам'ятки української мови XVI ст. Серія актових документів і грамот) — ISBN 5-12-002644-3.[ІІУ 168]
- Генеральне слідство про маєтності Полтавського полку 1729-1730 / Ред. кол.: О. А. Білоусько, М. І. Бутич, Ю. В. Волошин, А. М. Киридон, В. О. Мокляк, О. М. Пустовгар, Т. П. Пустовіт, С. А. Соловей, В. С. Шандра; Упоряд. І. Бутич; Відп. ред.: П. Сохань. — Полтава : ВАТ "Видавництво "Полтава", 2007. — 176 с. — ISBN 978-966-7244-47-7.[ІІУ 169]
- Джерела з історії Національно-визвольної війни українського народу 1648–1658 рр / Упорядн. о. Ю. Мицик; Редколегія: В. А. Брехуненко, Д. В. Бурім, О. О. Маврін, П. С. Сохань, Г. К. Швидько. — К., 2012. — Т. 1: (1648–1649 рр.). — 680 с. — ISBN 978-966-02-6572-1.[ІІУ 170]
- Джерела про зруйнування Запорозької Січі / Зібрав та упорядкував Василь Сокіл. — Львів : Афіша, 2005. — 128 с. — ISBN 966-325-054-2.[ІІУ 171]
- Ділова документація Гетьманщини XVIII ст.: збірник документів / Упоряд., авт. передм., комент. В. Й. Горобець; Вступ. ст. В. В. Панасенко; Відп. ред. Л. А. Дубровіна. — К. : Наукова думка, 1993. — 392 с. — (Пам'ятки політично-правової культури України) — ISBN 5-12-003205-2.[ІІУ 172]
- Доба гетьмана Івана Мазепи в документах / Відп. ред. І. Ситий; Упорядн. С. Павленко. — К. : Вид. дім "Києво-Могилянська академія”, 2007. — 1144 с. — ISBN 978-966-518-290-0.[ІІУ 173]
- Документальна спадщина Свято-Михайлівського Золотоверхого монастиря у Києві XVI–XVIII ст. з фондів Національної бібліотеки України імені В. І. Вернадського: 3б. документів / Авт.-уклад.: Ю. А. Мицик, С. В. Сохань, Т. В. Міцан, I. Л. Синяк, Я. В. Затилюк. — К., 2011. — 559 с. — (Документальна спадщина монастирів Гетьманщини. – Т. 1) — ISBN 978-966-02-6328-4.[ІІУ 174]
- Документальна спадщина Свято-Преображенського Максаківського монастиря XVII–XVIII ст.: збірник документів / Авт.-уклад.: о. Юрій Мицик, Інна Тарасенко. — К., 2015. — 174 с. — (Документальна спадщина монастирів Гетьманщини. – Т. 2) — ISBN 978-966-02-7552-2.[ІІУ 175]
- Документальна спадщина Свято - Михайлівського Видубицького монастиря в Києві XVII - XVIII ст / Упорядн.: протоієрей Юрій Мицик (гол. упорядн), І. Синяк, І. Тарасенко, П. Яницька. — К., 2017. — 607 с. — (Документальна спадщина монастирів Гетьманщини. – Т. 3)[ІІУ 176]
- Документи Брацлавського воєводства 1607-1648 років. З архіву Пісочинських / Упоряд.: М. Крикун, О. Піддубняк, О. Вінниченко. — Львів; Вінниця, 2022. — 1024 с. — ISBN 966-888-02-1.[ІІУ 177]
- Документи комісарського суду Подільського воєводства 1678–1679 років / Крикун М. — Львів : Вид-во Українського католицького університету, 2015. — 360 с. — ISBN 978-966-2778-30-4.[ІІУ 178]
- Економічні привілеї міста Львова XV–XVIII ст.: привілеї та статута ремісничих цехів і купецьких корпорацій / Упорядн. М. Капраль; Наук. ред. Я. Дашкевич. Р. Шуст. — 2-е виправлене видання (електронний варіант). — Львів, 2013. — 876 с. — (Львівські історичні пам’ятки. – Т. IV) — ISBN 978-966-02-4312-5.[ІІУ 179]
- Книга Київського підкоморського суду (1584–1644) / Відп. ред. В. В. Німчук; Упорядн.: Г. В. Боряк, Т. Ю. Гирич, Л. 3. Гісцова, В. М. Кравченко, В. В. Німчук, Г. С. Сергійчук, В. В. Страшко, Н. М. Яковенко. — К. : Наукова думка, 1991. — 344 с. — (Пам’ятки української мови. Серія актових джерел) — ISBN 5-12-002494-7.[ІІУ 180]
- Луцька замкова книга 1560–1561 рр / Підготували В. М. Мойсієнко, В. В. Поліщук; Відп. ред. В. В. Німчук. — Луцьк, 2013. — 733 с. — (Пам’ятки української мови. Серія актових документів і грамот) — ISBN 978-966-02-6854-8.[ІІУ 181]
- Мазепина книга / Упор. та вступна стаття І. Ситого. — Чернігів, 2005. — 525 с. — ISBN 966-02-3601-8.[ІІУ 182]
- Малі українські діярії XVII–XVIII століть / Упоряд., перекл., вступ. ст., комент. В. Шевчука. — К. : TOB "Видавництво "Кліо"", 2015. — 408 с. — ISBN 978-617-7023-28-8.[ІІУ 183]
- Малоросійський приказ. Описи фонду № 229 Російського державного архіву давніх актів / Упоряд. Т. Г. Таїрова-Яковлєва. — К. : ТОВ "Видавництво "Кліо”", 2021. — 496 с. — (Джерела. ‒ Т. І) — ISBN 978-617-7755-28-8.[ІІУ 184]
- Малоросійські справи. Описи фонду № 124 Російського державного архіву давніх актів / Упоряд. Т. Г. Таїрова-Яковлєва. — К. : ТОВ "Видавництво "Кліо”", 2021. — 652 с. — (Джерела. ‒ Т. ІІ) — ISBN 978-617-7755-29-5.[ІІУ 185]
- Описи Острожчини другої половини XVI ‒ першої половини XVII ст / Упор. В. Атаманенко; Редактор Л. Винар. — Острог, 2004. — 384 с. — (Історичні джерела, Т. 1) — ISBN 966-02-3387-6.[ІІУ 186]
- Пам’ятки історії Східної Європи. Джерела XV–XVII ст / Уклад.: П. Кулаковський. — Острог; Варшава; Москва, 1999. — Т. V: Руська (Волинська) метрика. Книга за 1652–1673 pp. — 608 с. — ISBN 5-88253-029-6.[ІІУ 187]
- Переяслав. 1654 р / Упор. В. В. Кривошея, С. М. Горобець, Б. О. Вакка. — К. : ДП "НВЦ "Пріоритети", 2012. — 148 с. — ISBN 978-617-7755-65-3.[ІІУ 188]
- Пилип Орлик і мазепинці. Джерела / Упоряд. Т. Таїрова-Яковлєва. — К. : ТОВ "Видавництво "Кліо”", 2022. — 216 с. — ISBN 978-617-7755-65-3.[ІІУ 189]
- Полтавська міська книга (1668‒1740) / Упорядн. В. Ринсевич; Ред. кол.: Г. Папакін (голова), Г. Боряк, В. Брехуненко, Д. Бурім, Л. Дубровіна, О. Маврін, Ю. Мицик, В. Смолій. — К. : Видавець Олег Філюк, 2015. — 664 с. — (Матеріали до українського дипломатарію. Серія ІІ)[ІІУ 190]
- Права, за якими судиться малоросійський народ / Відп. ред. та авт. передм. Ю. С. Шемшученко; Упорядн. та авт. нарису К. А. Вислобоков; Ред. кол.: О. М. Мироненко (голова), К. А. Вислобоков (відп. секретар), І. Б. Усенко, В. В. Цвєтков, Ю. С. Шемшученко. — К., 1997. — 548 с. — ISBN 966-02-0202-4.[ІІУ 191]
- Привілеї міста Львова (XIV–XVIII ст.) / Упоряд. М. Капраль; Наук. ред. Я. Дашкевич, Р. Шуст. — 2-е виправлене видання (електронний варіант). — Львів, 2010. — 544 с. — (Львівські історичні пам’ятки. – Т. I)[ІІУ 192]
- Привілеї національних громад міста Львова (XIV–XVIII ст.) / Упоряд. М. Капраль; Наук. ред. Я. Дашкевич, Р. Шуст. — 2-е виправлене видання (електронний варіант). — Львів, 2010. — 575 с. — (Львівські історичні пам’ятки. – Т. II)[ІІУ 193]
- Присяга Війська Запорозького Низового 1762 року / Ред. кол.: Г. В. Папакін (гол. ред.), В. В. Рябцев (відп. ред.), В. А. Брехуненко, О. М. Бондар, Д. В. Бурім, C. М. Горобець, О. О. Маврін, о. Ю. А. Мицик, В. М. Піскун, А. П. Потьомкін, І. Л. Синяк, І. М. Ситий, Я. М. Файзулін, C. І. Шаменков; Упоряд., передм., комен. І. Синяк. — Вид. 2-ге, доп. — Кам'янець-Подільський : "Друкарня "Рута”", Видавець Рябцев В. В, 2022. — 416 с. — ISBN 978-617-8221-08-9.[ІІУ 194]
- Присяга Гадяцького полку 1718 року / Ред. кол.: Г. В. Папакін (гол. ред.), В. А. Брехуненко, Д. В. Бурім, І. Б. Гирич, В. М. Даниленко, Л. Я. Демченко, О. О. Маврін, о. Ю. А. Мицик, О. В. Музичук, В. М. Піскун, В. В. Рябцев, В. А. Старков; Упоряд. І. Синяк. — Вид. 2-ге, доп. — К., 2021. — 568 с. — ISBN 978-966-02-9432-5.[ІІУ 195]
- Присяга Миргородського полку 1718 року / Опрацювали: Д. Вирський, Р. Москаленко. — К. : Інститут історії України, 2012. — 233 с. — ISBN 978-966-02-6558-5.[ІІУ 196]
- Присяга Миргородського полку 1732 року / опрацювали Д. Вирський і Р. Москаленко. — К. : Інститут історії України НАН України, 2011. — 105 с. — ISBN 978-966-02-6224-9.[ІІУ 197]
- Присяга Стародубського полку 1718 року / Ред. кол.: Рябцев В. В. (відп. ред.), Сапєлін Р.; Упор. та вступ І. Ситий, С. Горобець; Передм. Т. Чухліб, А. Лаєвський. — Чернігів : Видавець Лозовий В. М, 2017. — 304 с. — (Джерела до вивчення козацтва. ‒ Т. 1, ч. 2) — ISBN 978-617-7423-10-1.[ІІУ 198]
- Присяжні книги 1654 р. Білоцерківський та Ніжинський полки / Упорядн.: о. Ю. Мицик, М. Кравець; Ред. кол. П. С. Сохань (голова), В. А. Брехуненко (відп. секр.), О. О. Маврін, Г. К. Швидько. — К., 2003. — 349 с. — ISBN 966-02-3017-6.[ІІУ 199]
- Реєстр Конотопської сотні 1717 р / о. Мицик Ю. А, Тарасенко І. Ю. — К. : ПП "ПФ "Фолиант", 2020. — 40 с. — ISBN 978-966-02-9290-1.[ІІУ 200]
- РУСЬКА (ВОЛИНСЬКА) МЕТРИКА. Регести документів Коронної канцелярії для українських земель (Волинське, Київське, Брацлавське, Чернігівське воєводства) 1569–1673 / Передмова Патриції Кеннеді Ґрімстед; Упорядн.: Г. Боряк, Г. Вайс, К. Вислобоков, Л. Демченко, П. К. Ґрімстед, В. Кравченко, В. Страшко, Н. Яковенко. — К., 2002. — 984 с. — ISBN 966-02-2504-0.[ІІУ 201]
- Слов'янська кирилична рукописна книга XVI ст. з фондів Інституту рукопису Національної бібліотеки України імені В.І. Вернадського: наук. кат.: палеогр. альбом / Іванова О., Гальченко О., Гнатенко Л.; редкол.: Л. А. Дубровіна (голова) та ін. — К., 2010. — 791 с. — ISBN 978-966-02-5500-5.[ІІУ 202]
- Собори Київської архиєпархії XV−XVIII століть: документи і матеріали / заг. ред. та істор. нарис Ігоря Скочиляса; упоряд. Дарії Сироїд, Ігоря Скочиляса та Ірини Скочиляс. — К., 2022. — 418 с. — (Серія «Київське християнство», т. 14)[15]
- Тариф подимного податку Київського воєводства 1754 року / Опрац. К. Жеменецький; Вступ укр. перек. Є. Чернецький. — Біла Церква : Вид. Пшонківський О. В, 2015. — 272 с. — (Джерела до історії Правобережної України) — ISBN 978-617-604-057-6.[ІІУ 203]
- Тариф подимного податку Київського повіту 1774 р / Опрацював Конрад Жеменецький; Вступ укр. перек. Євген Чернецький. — Біла Церква : Вид. Пшонківський О. В, 2015. — 272 с. — (Джерела до історії правобережної України. ‒ Т. 2) — ISBN 978-617-604-057-6.[ІІУ 204]
- Тариф подимного податку Київського повіту 1775 р / Опрацював Конрад Жеменецький; Вступ укр. перек. Євген Чернецький. — Біла Церква : Вид. Пшонківський О. В, 2018. — 246 с. — (Джерела до історії правобережної України. ‒ Т. 3) — ISBN 978-617-604-145-0.[ІІУ 205]

## Періодичні видання
- «Батуринська старовина: Збірник наукових праць»;[ІІУ 206]
- «Запорозька старовина» (1995—2007), головні редактори: Валерій Смолій і Вячеслав Богуслаєв;[ІІУ 207]
- «Козацька спадщина» (2005—2008), головний редактор: Владислав Грибовський;[ІІУ 208]
- «Українська козацька держава» (1991—2001), головний редактор: Анатолій Чабан.[ІІУ 209]